# Jiří Svoboda (cestovatel)
Jiří Svoboda (5. září 1937 Kladno – leden 2008 česko-německé pomezí) byl česko-kanadský cestovatel a spisovatel. Jeho pětidílný cestopis Autostopem kolem světa psaný unikátním fonetickým přepisem hovorové češtiny je jakousi biblí stopařů.

## Život
V roce 1968 odešel do Toronta v Kanadě, kde později získal občanství. Většinu svého života strávil na cestách, které svérázně zachytil ve svém cestopise. První část díla vydával vlastním nákladem v Kanadě, s distribucí mu pomáhalo exilové vydavatelství manželů Škvoreckých ′68 Publishers. Část knih si nechával dopravit do Evropy, kde pak knihy prodával krajanům, např. v Mnichově či ve Vídni.
Po pádu komunismu 1989 žil převážně v Praze. O svém soukromém životě se zmiňoval jen okrajově v různých rozhovorech pro noviny a časopisy. V první polovině 90. let se téměř denně objevoval ve spodní části Václavského náměstí, kde před prodejnou lahůdek prodával své knihy. Byl vysoké a asketické postavy. Stál na místě, četl si, nebo meditoval. Kolemjdoucí lákal velkým nápisem Autostopem kolem světa, který měl napsaný na kartónu, který mu visel na krku. Rád rozmlouval s lidmi, byl tichý, ale optimistický a sdílný. Působil velmi klidným dojmem. Celý život se věnoval studiu rozličných duchovních směrů. Svými knihami a svým osobním příkladem se zasloužil o velký nárůst zájmu o nezávislé cestování a autostop v Čechách, kde občané po roce 1989 mohli opět začít svobodně cestovat. On se dokázal po světě pohybovat prakticky bez peněz.
Krátká zpráva o jeho smrti se objevila ve sdělovacích prostředcích. Pravděpodobně umrzl na zimní túře v bavorských lesích nedaleko Pasova.